# Coppa del Mondo di nuoto 2009
La XXI edizione della Coppa del Mondo di nuoto (FINA/Arena Swimming World Cup 2009) si disputò dal 16 ottobre al 22 novembre 2009.
Il calendario prevedeva originariamente sei tappe che, con la rinuncia di Rio de Janeiro, scesero a cinque, il numero più basso di sempre.
In questa edizione, l'ultima disputata con i costumi in poliuretano banditi dalla FINA a partire dal 1º gennaio 2010, furono battuti ben 37 record mondiali.
In campo femminile si impose la statunitense Jessica Hardy, che superò di soli dieci punti la svedese Therese Alshammar. Nel trofeo maschile si riconfermò invece il campione del 2008, il sudafricano Cameron van der Burgh.

## Calendario
| Cluster         | # | Date             | Sede                                | Impianto                            |
| --------------- | - | ---------------- | ----------------------------------- | ----------------------------------- |
| Africa/ America | 1 | 16 - 17 ottobre  | Durban, Sudafrica                   | Kings Park Aquatic Centre           |
| Africa/ America | - | 23 - 25 ottobre  | Rio de Janeiro, Brasile: cancellata | Rio de Janeiro, Brasile: cancellata |
| Europa          | 2 | 6 - 7 novembre   | Mosca, Russia                       | Olympiisky Tcenter                  |
| Europa          | 3 | 10 - 11 novembre | Stoccolma, Svezia                   | Eriksdalsbadet                      |
| Europa          | 4 | 14 - 15 novembre | Berlino, Germania                   | Europa-Sportpark                    |
| Asia            | 5 | 21 - 22 novembre | Singapore                           | Singapore Sports School             |

## Classifiche finali

### Maschile
| Pos.    | Atleta                | Nazionale   | Tot. | Sudafrica (bandiera) | Russia (bandiera) | Svezia (bandiera) | Germania (bandiera) | Singapore (bandiera) |
| ------- | --------------------- | ----------- | ---- | -------------------- | ----------------- | ----------------- | ------------------- | -------------------- |
| Oro     | Cameron van der Burgh | Sudafrica   | 163  | 16                   | 25                | 25                | 25(+40)             | 32                   |
| Argento | Roland Schoeman       | Sudafrica   | 131  | 25                   | 20                | 16                | 20                  | 50                   |
| Bronzo  | Peter Marshall        | Stati Uniti | 126  | 20(+20)              | 7                 | 13(+20)           | -                   | 26(+20)              |
| 4       | Arkadij Vjatčanin     | Russia      | 80   | 1                    | 3                 | 3                 | 13(+20)             | 40                   |
| 5       | Evgenij Korotyškin    | Russia      | 58   | -                    | 13(+20)           | -                 | 5(+20)              | -                    |
| 6       | Paul Biedermann       | Germania    | 50   | -                    | -                 | -                 | 10(+40)             | -                    |
| 7       | Felipe Silva          | Brasile     | 47   | -                    | -                 | 20                | 7                   | 20                   |
| 8       | Steffen Deibler       | Germania    | 46   | 10                   | -                 | -                 | 16(+20)             | -                    |
| 9       | Sergej Fesikov        | Russia      | 40   | 7                    | 10                | -                 | 3(+20)              | -                    |
| 10      | George du Rand        | Sudafrica   | 39   | 3                    | 16(+20)           | -                 | -                   | -                    |
| 11      | Kaio de Almeida       | Brasile     | 30   | -                    | -                 | 10(+20)           | -                   | -                    |
| 11      | Neil Versfeld         | Sudafrica   | 30   | 13                   | -                 | 7                 | -                   | 10                   |
| 13      | Darian Townsend       | Sudafrica   | 29   | 5                    | 2                 | 2                 | (+20)               | -                    |
| 14      | Nicholas Dos Santos   | Brasile     | 15   | -                    | -                 | -                 | 1                   | 14                   |
| 15      | Markus Rogan          | Austria     | 7    | 2                    | -                 | 5                 | -                   | -                    |

### Femminile
| Pos.    | Atleta              | Nazionale     | Tot. | Sudafrica (bandiera) | Russia (bandiera) | Svezia (bandiera) | Germania (bandiera) | Singapore (bandiera) |
| ------- | ------------------- | ------------- | ---- | -------------------- | ----------------- | ----------------- | ------------------- | -------------------- |
| Oro     | Jessica Hardy       | Stati Uniti   | 210  | 25(+20)              | 25(+20)           | 20(+20)           | 25(+20)             | 40                   |
| Argento | Therese Alshammar   | Svezia        | 200  | 25(+40)              | 13                | 25(+20)           | 7                   | 50(+20)              |
| Bronzo  | Hinkelien Schreuder | Paesi Bassi   | 84   | 13                   | 7                 | 2                 | 6(+20)              | 26                   |
| 4       | Marieke Guehrer     | Australia     | 79   | 16                   | 20(+20)           | 13                | 10                  | -                    |
| 5       | Zhao Jing           | Cina          | 76   | -                    | -                 | 16(+60)           | -                   | -                    |
| 6       | Shiho Sakai         | Giappone      | 60   | -                    | -                 | -                 | 20(+40)             | -                    |
| 7       | Leisel Jones        | Australia     | 57   | -                    | 1                 | 3                 | 13(+40)             | -                    |
| 8       | Liu Zige            | Cina          | 45   | -                    | -                 | (+20)             | 25                  | -                    |
| 8       | Felicity Galvez     | Australia     | 45   | 10                   | 10                | 5(+20)            | -                   | -                    |
| 10      | Evelyn Verrasztó    | Ungheria      | 36   | -                    | 16(+20)           | -                 | -                   | -                    |
| 11      | Kathryn Maeklim     | Sudafrica     | 34   | -                    | -                 | -                 | -                   | 14(+20)              |
| 12      | Francesca Halsall   | Gran Bretagna | 33   | -                    | -                 | 1                 | -                   | 32                   |
| 13      | Sarah Katsoulis     | Australia     | 20   | -                    | -                 | -                 | -                   | 20                   |
| 14      | Gao Chang           | Cina          | 13   | -                    | -                 | 10                | 3                   | -                    |
| 15      | Emily Seebohm       | Australia     | 10   | -                    | -                 | -                 | -                   | 10                   |

## Vincitori

### Durban
Fonte
| Gara         | Atleti                             | Perf.       | Gara  | Atleti                               | Perf.           | Gara   | Atleti                       | Perf.           |
| ------------ | ---------------------------------- | ----------- | ----- | ------------------------------------ | --------------- | ------ | ---------------------------- | --------------- |
| Stile libero |                                    |             |       |                                      |                 |        |                              |                 |
| 50 m         | Stefan Nystrand Therese Alshammar  | 21"29 23"74 | 200 m | Darian Townsend Felicity Galvez      | 1'42"79 1'57"60 | 800 m  | Kathryn Meaklim              | 8'29"51         |
| 100 m        | Sergej Fesikov Ranomi Kromowidjojo | 46"30 52"46 | 400 m | Dominik Meichtry Jessica Pengelly    | 3'42"09 4'11"62 | 1500 m | Heerden Herman               | 14'49"57        |
| Dorso        |                                    |             |       |                                      |                 |        |                              |                 |
| 50 m         | Peter Marshall Hinkelien Schreuder | 22"75 26"55 | 100 m | Peter Marshall Fabiola Molina        | 49'40 57"77     | 200 m  | George du Rand Whitney Myers | 1'49"53 2'07"26 |
| Rana         |                                    |             |       |                                      |                 |        |                              |                 |
| 50 m         | Roland Schoeman Jessica Hardy      | 25"90 29"45 | 100 m | Cameron van der Burgh Jessica Hardy  | 56"60 1'04"15   | 200 m  | Neil Versfeld Nađa Higl      | 2'03"35 2'20"41 |
| Farfalla     |                                    |             |       |                                      |                 |        |                              |                 |
| 50 m         | Roland Schoeman Therese Alshammar  | 23"32 24"75 | 100 m | Evgenij Korotyškin Therese Alshammar | 50"23 56"12     | 200 m  | Chad le Clos Felicity Galvez | 1'54"45 2'05"55 |
| Misti        |                                    |             |       |                                      |                 |        |                              |                 |
| 100 m        | Sergej Fesikov Jessica Hardy       | 51"96 59"93 | 200 m | Darian Townsend Whitney Myers        | 1'53"13 2'09"10 | 400 m  | Chad le Clos Kathryn Maklim  | 4'05"04 4'30"53 |

### Mosca
Fonte
| Gara         | Atleti                                         | Perf.                   | Gara  | Atleti                              | Perf.           | Gara   | Atleti                              | Perf.           |
| ------------ | ---------------------------------------------- | ----------------------- | ----- | ----------------------------------- | --------------- | ------ | ----------------------------------- | --------------- |
| Stile libero |                                                |                         |       |                                     |                 |        |                                     |                 |
| 50 m         | Roland Schoeman Marieke Guehrer                | 20"88 23"92             | 200 m | Aleksandr Suchorukov Sarah Sjöström | 1'42"13 1'54"02 | 800 m  | Alexandra Veselova                  | 8'35"58         |
| 100 m        | Sergej Fesikov Jeanette Ottesen                | 45"87 52"22             | 400 m | Nikita Lobincev Lotte Friis         | 3'38"40 4'01"96 | 1500 m | Alexander Shimin                    | 15'10"96        |
| Dorso        |                                                |                         |       |                                     |                 |        |                                     |                 |
| 50 m         | Peter Marshall Stanislav Donec Marieke Guehrer | \| 22"94 \| \| 26"17 \| | 100 m | Peter Marshall Kseniya Moskvina     | 49"49 56"66     | 200 m  | George du Rand Daryna Zevina        | 1'47"08 2'04"59 |
| Rana         |                                                |                         |       |                                     |                 |        |                                     |                 |
| 50 m         | Cameron van der Burgh Jessica Hardy            | 25"58 20"36             | 100 m | Cameron van der Burgh Jessica Hardy | 56"36 1'03"75   | 200 m  | Neil Versfeld Rikke Møller Pedersen | 2'04"15 2'19"58 |
| Farfalla     |                                                |                         |       |                                     |                 |        |                                     |                 |
| 50 m         | Roland Schoeman Therese Alshammar              | 22"33 25"10             | 100 m | Evgenij Korotyškin Felicity Galvez  | 48"99 55"82     | 200 m  | Nikolaj Skvorcov Joanna Maranhão    | 1'51"30 2'04"01 |
| Misti        |                                                |                         |       |                                     |                 |        |                                     |                 |
| 100 m        | Sergej Fesikov Hinkelien Schreuder             | 51"45 58"88             | 200 m | Darian Townsend Evelyn Verrasztó    | 1'52"93 2'06"01 | 400 m  | Dávid Verrasztó Kathryn Maeklim     | 4'03"45 4'29"56 |
| 22"94        |                                                |                         |       |                                     |                 |        |                                     |                 |
| 26"17        |                                                |                         |       |                                     |                 |        |                                     |                 |

### Stoccolma
Fonte
| Gara         | Atleti                               | Perf.       | Gara  | Atleti                             | Perf.           | Gara   | Atleti                          | Perf.           |
| ------------ | ------------------------------------ | ----------- | ----- | ---------------------------------- | --------------- | ------ | ------------------------------- | --------------- |
| Stile libero |                                      |             |       |                                    |                 |        |                                 |                 |
| 50 m         | Frédérick Bousquet Therese Alshammar | 20"64 23"75 | 200 m | Brent Hayden Coralie Balmy         | 1'41"65 1'53"71 | 800 m  | Lotte Friis                     | 8'07"94         |
| 100 m        | Stefan Nystrand Francesca Halsall    | 45"54 51"61 | 400 m | Mads Glæsner Coralie Balmy         | 3'38"78 3'57"75 | 1500 m | Federico Colbertaldo            | 14"28"35        |
| Dorso        |                                      |             |       |                                    |                 |        |                                 |                 |
| 50 m         | Peter Marshall Zhao Jing             | 22"73 25"82 | 100 m | Peter Marshall Shiho Sakai         | 49"29 56"42     | 200 m  | Markus Rogan Elizabeth Simmonds | 1'47"64 2'02"01 |
| Rana         |                                      |             |       |                                    |                 |        |                                 |                 |
| 50 m         | Cameron van der Burgh Jessica Hardy  | 25"68 29"29 | 100 m | Cameron van der Burgh Leisel Jones | 56"17 1'03"74   | 200 m  | Neil Versfeld Nađa Higl         | 2'02"67 2'18"54 |
| Farfalla     |                                      |             |       |                                    |                 |        |                                 |                 |
| 50 m         | Roland Schoeman Therese Alshammar    | 22"08 24"46 | 100 m | Kaio de Almeida Felicity Galvez    | 49"44 55"46     | 200 m  | Kaio de Almeida Liu Zige        | 1'49"11 2'02"50 |
| Misti        |                                      |             |       |                                    |                 |        |                                 |                 |
| 100 m        | Gerhardus Zandberg Zhao Jing         | 51"77 58"40 | 200 m | Darian Townsend Mireia Belmonte    | 1'51"79 2'06"44 | 400 m  | Mads Glæsner Mireia Belmonte    | 3'38"78 4'26"40 |

### Berlino
Fonte
| Gara         | Atleti                              | Perf.       | Gara  | Atleti                             | Perf.           | Gara   | Atleti                          | Perf.           |
| ------------ | ----------------------------------- | ----------- | ----- | ---------------------------------- | --------------- | ------ | ------------------------------- | --------------- |
| Stile libero |                                     |             |       |                                    |                 |        |                                 |                 |
| 50 m         | Roland Schoeman Therese Alshammar   | 20"57 23"34 | 200 m | Paul Biedermann Sarah Sjöström     | 1'39"37 1'53"77 | 800 m  | Lotte Friis                     | 8'04"61         |
| 100 m        | Brent Hayden Jeanette Ottesen       | 45"56 51"91 | 400 m | Paul Biedermann Lotte Friis        | 3'32"77 4'01"21 | 1500 m | Federico Colbertaldo            | 14'29"46        |
| Dorso        |                                     |             |       |                                    |                 |        |                                 |                 |
| 50 m         | Gerhardus Zandberg Marieke Guehrer  | 22"85 26"09 | 100 m | Aschwin Wildeboer Shiho Sakai      | 49"55 55"23     | 200 m  | Arkadij Vjatčanin Shiho Sakai   | 1'46"11 2'00"18 |
| Rana         |                                     |             |       |                                    |                 |        |                                 |                 |
| 50 m         | Cameron van der Burgh Jessica Hardy | 25"25 28"80 | 100 m | Cameron van der Burgh Leisel Jones | 55"61 1'03"00   | 200 m  | Melquiades Álvarez Leisel Jones | 2'02"67 2'15"42 |
| Farfalla     |                                     |             |       |                                    |                 |        |                                 |                 |
| 50 m         | Steffen Deibler Marieke Guehrer     | 21"80 24"69 | 100 m | Evgenij Korotyškin Felicity Galvez | 48"48 55"62     | 200 m  | Nikolaj Skvorcov Liu Zige       | 1'50"58 2'00"78 |
| Misti        |                                     |             |       |                                    |                 |        |                                 |                 |
| 100 m        | Sergej Fesikov Hinkelien Schreuder  | 50"96 57"74 | 200 m | Darian Townsend Li Jiaxing         | 1'51"55 2'07"34 | 400 m  | Chad le Clos Tanya Hunks        | 4'02"18 4'30"52 |

### Singapore
Fonte
| Gara         | Atleti                                | Perf.       | Gara  | Atleti                                | Perf.           | Gara   | Atleti                               | Perf.           |
| ------------ | ------------------------------------- | ----------- | ----- | ------------------------------------- | --------------- | ------ | ------------------------------------ | --------------- |
| Stile libero |                                       |             |       |                                       |                 |        |                                      |                 |
| 50 m         | Nicholas Dos Santos Therese Alshammar | 20"75 23"27 | 200 m | Darian Townsend Petra Granlund        | 1'41"65 1'54"76 | 800 m  | Blair Evans                          | 8'17"21         |
| 100 m        | Matthew Abood Francesca Halsall       | 45"46 51"19 | 400 m | Oussama Mellouli Blair Evans          | 3'39"18 4'02"77 | 1500 m | Robert Hurley                        | 14'32"47        |
| Dorso        |                                       |             |       |                                       |                 |        |                                      |                 |
| 50 m         | Peter Marshall Emily Seebohm          | 22"61 26"55 | 100 m | Guilherme Guido Marieke Guehrer       | 49"63 56"97     | 200 m  | Arkadij Vjatčanin Elizabeth Simmonds | 1'46"41 2'01"48 |
| Rana         |                                       |             |       |                                       |                 |        |                                      |                 |
| 50 m         | Roland Schoeman Jessica Hardy         | 25"58 29"09 | 100 m | Cameron van der Burgh Sarah Katsoulis | 56"25 1'03"73   | 200 m  | Christian Sprenger Kathryn Maeklim   | 2'02"65 2'20"52 |
| Farfalla     |                                       |             |       |                                       |                 |        |                                      |                 |
| 50 m         | Nicholas Dos Santos Therese Alshammar | 22"16 24"38 | 100 m | Mitchell Patterson Felicity Galvez    | 49"51 56"07     | 200 m  | Kazuya Kaneda Jessicah Schipper      | 1'51"54 2'07"27 |
| Misti        |                                       |             |       |                                       |                 |        |                                      |                 |
| 100 m        | Darian Townsend Hinkelien Schreuder   | 52"11 58"32 | 200 m | Darian Townsend Whitney Myers         | 1'52"49 2'06"20 | 400 m  | Oussama Mellouli Kathryn Maeklim     | 4'05"79 4'22"88 |